# Grodzisk Mazowiecki (stad)
Grodzisk Mazowiecki is een stad in het Poolse woiwodschap Mazovië, gelegen in de powiat Grodziski. De oppervlakte bedraagt 13,19 km², het inwonertal 26.593 (2005).

## Verkeer en vervoer
- Station Grodzisk Mazowiecki Jordanowice
- Station Grodzisk Mazowiecki Piaskowa

## Geboren
- Marian Woronin (13 augustus 1956), sprinter